# 那覇市民体育館
那覇市民体育館（なはしみんたいいくかん）は、沖縄県那覇市識名に所在する体育館である。bjリーグ・琉球ゴールデンキングスのホームゲーム会場の1つであるとともに、沖縄県におけるアリーナスポーツの中枢をなす施設である。スポーツイベント以外でも使用され、以前は那覇市の成人式が、第2次ベビーブーム等の新成人急増に伴い那覇市民会館から移動する形で行われていたが、入口の門扉を破損するなどの新成人の暴走行為のため、2003年以降は地区を分けて開催されている。

## 歴史
1987年の海邦国体開催に合わせてオープン。

## 施設
- メインアリーナ
  - アリーナ 2,586m2
  - バレーボールコート（3面）
  - バスケットボールコート（3面）
  - バドミントンコート（14面）
  - 卓球（20面）
  - ハンドボールコート（1面）
  - フットサルコート（2面）
  - 収容人数 5,000人
- サブアリーナ

## 交通
- 那覇市民体育館前バス停下車、徒歩3分。
  - 12番：国場線（那覇バス）
  - 15番：寒川線（那覇バス）
  - 18番：首里駅線（沖縄バス）
  - 91番：城間（南風原）線（東陽バス）
  - 113番：具志川空港線（琉球バス交通）
  - 123番：石川空港線（琉球バス交通）
  - 127番：屋慶名（高速）線（沖縄バス）
  - 191番：城間（一日橋）線（東陽バス）